# Компактна решітка Австралійського телескопа
Компактна решітка Австралійського телескопа (англ. Australia Telescope Compact Array, ATCA) — радіотелескоп, яким керує CSIRO в обсерваторії Пола Вайлда, розташований в 25 км на захід від міста Наррабрі в Новому Південному Уельсі в Австралії. Його урочисте відкриття відбулося 2 вересня 1988 року.

## Огляд
Телескоп являє собою решітку із шести однакових 22-метрових параболічних антен, які зазвичай працюють у режимі апертурного синтезу. П'ять антен можна переміщати вздовж 3-кілометрової залізничної колії, орієнтованої зі сходу на захід. Шоста антена розташована за 3 км на захід від кінця головної колії. Кожна антена важить близько 270 т.
Компактна решітка є частиною мережі радіотелескопів Австралійський національний телескоп. Решітка часто працює разом з іншими телескопами CSIRO, 64-метровим телескопом обсерваторії Паркса і одна 22-метровим телескопом в Обсерваторії Мопра біля Кунабарабрана, щоб сформувати радіоінтерферометр з наддовгою базою.
Хоча телескопом призначений переважно для радіоастрономії, у 2007 році він був оснащений приймачами, які дозволяють приймати хвилі довжиною 7 мм, що дозволяє час від часу використовувати його, щоб допомогти НАСА відстежувати космічні апарати.

З метою популяризації науки, радіотелескоп відкрита для відвідувачів. Заклад включає в себе Центр для відвідувачів, звідки можна комфортно спостерігати за роботою радіотелескопа. Центр містить низку інформаційних стендів та аудіовізуальних презентацій, на навколишніх територіях також містяться інформаційні стенди та проводяться заходи для відвідувачів. Дні відкритих дверей проходять регулярно, а також для відзначення особливих подій, таких як річниця першої посадки на Місяць або ювілеї самого телескопа.

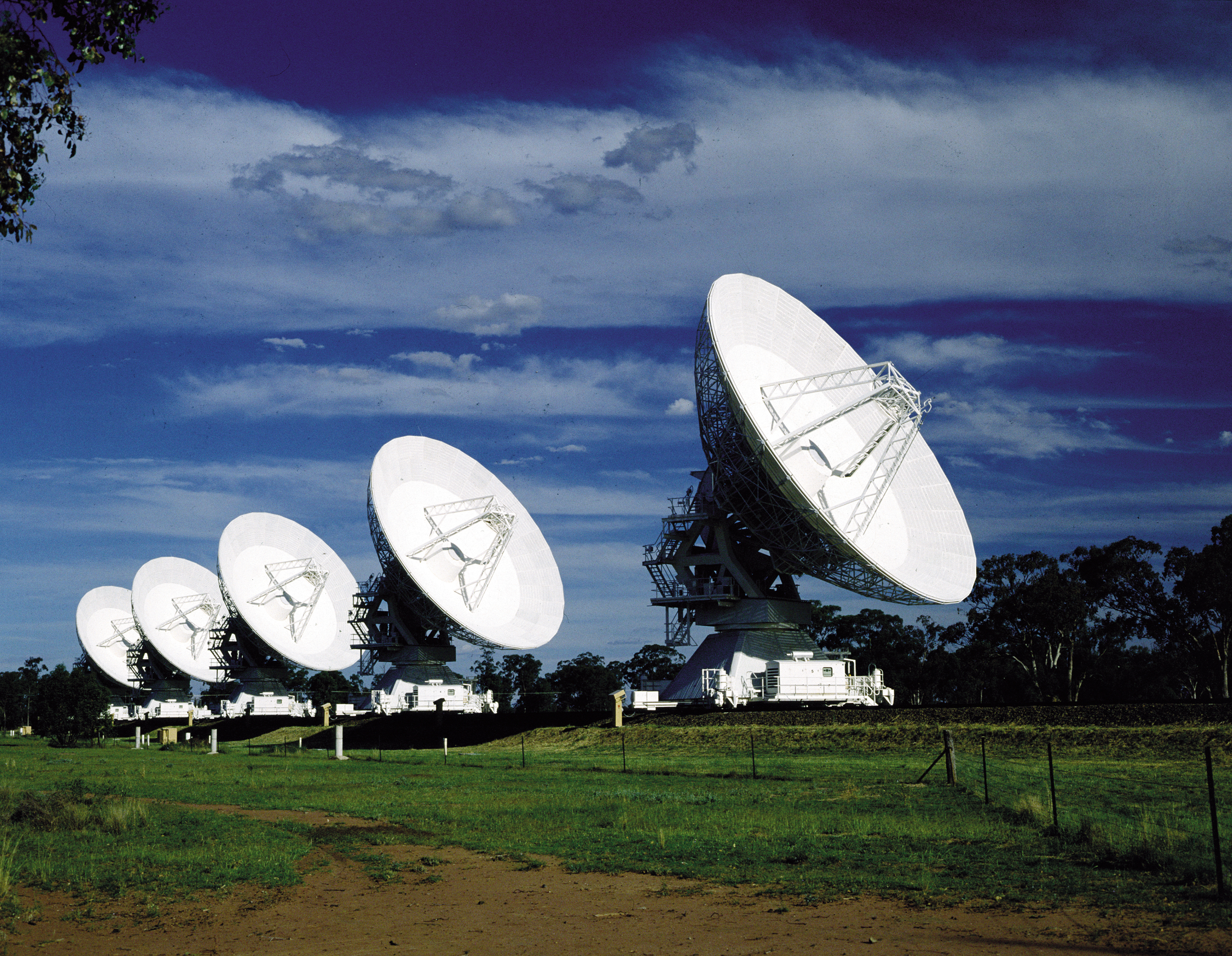
П'ять антен
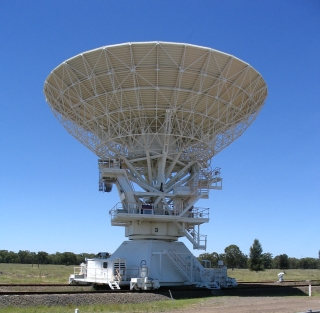
Одна з антен у вертикальному положенні
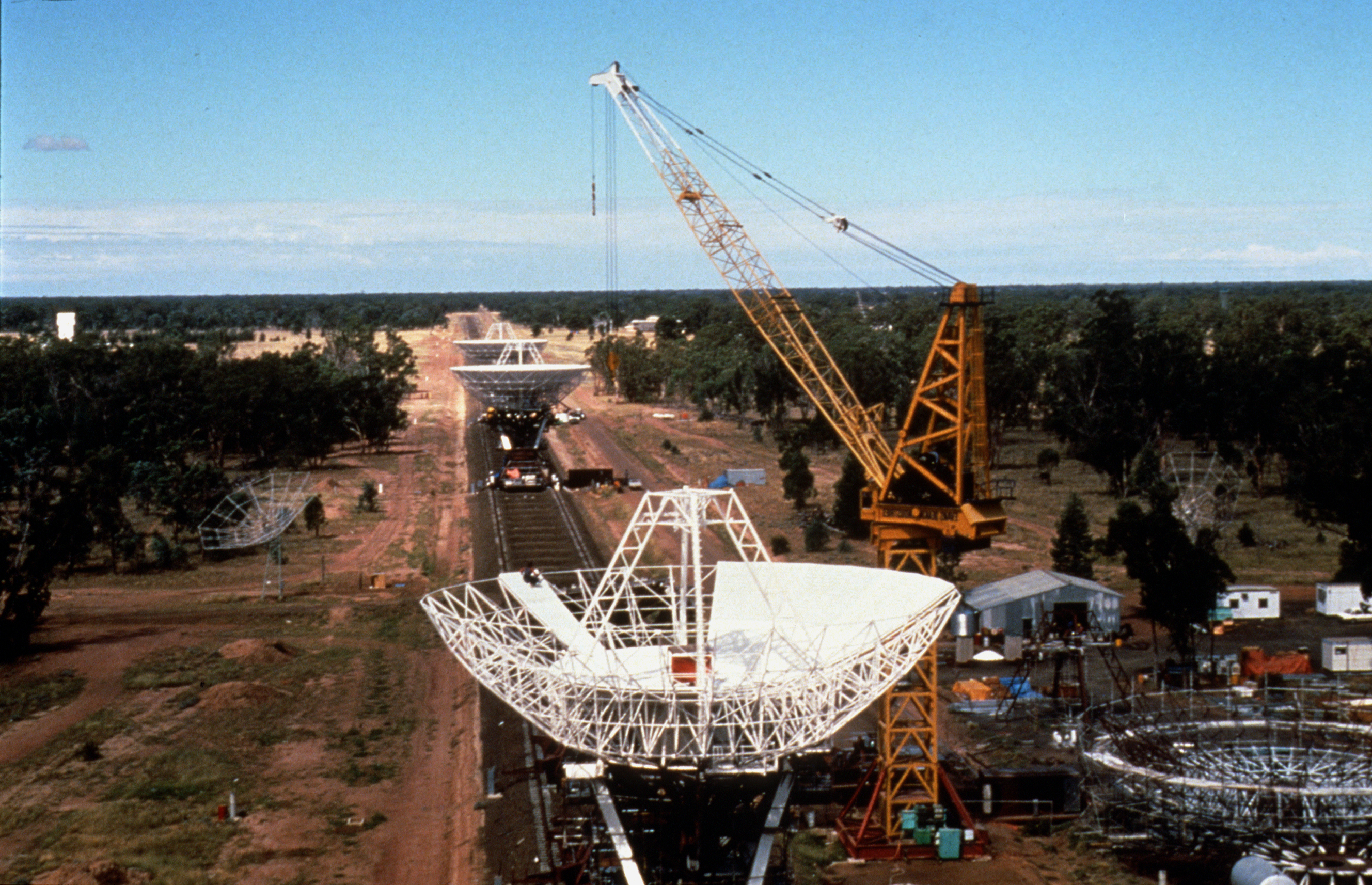
Будівництво радіотелескопа (1988[6])
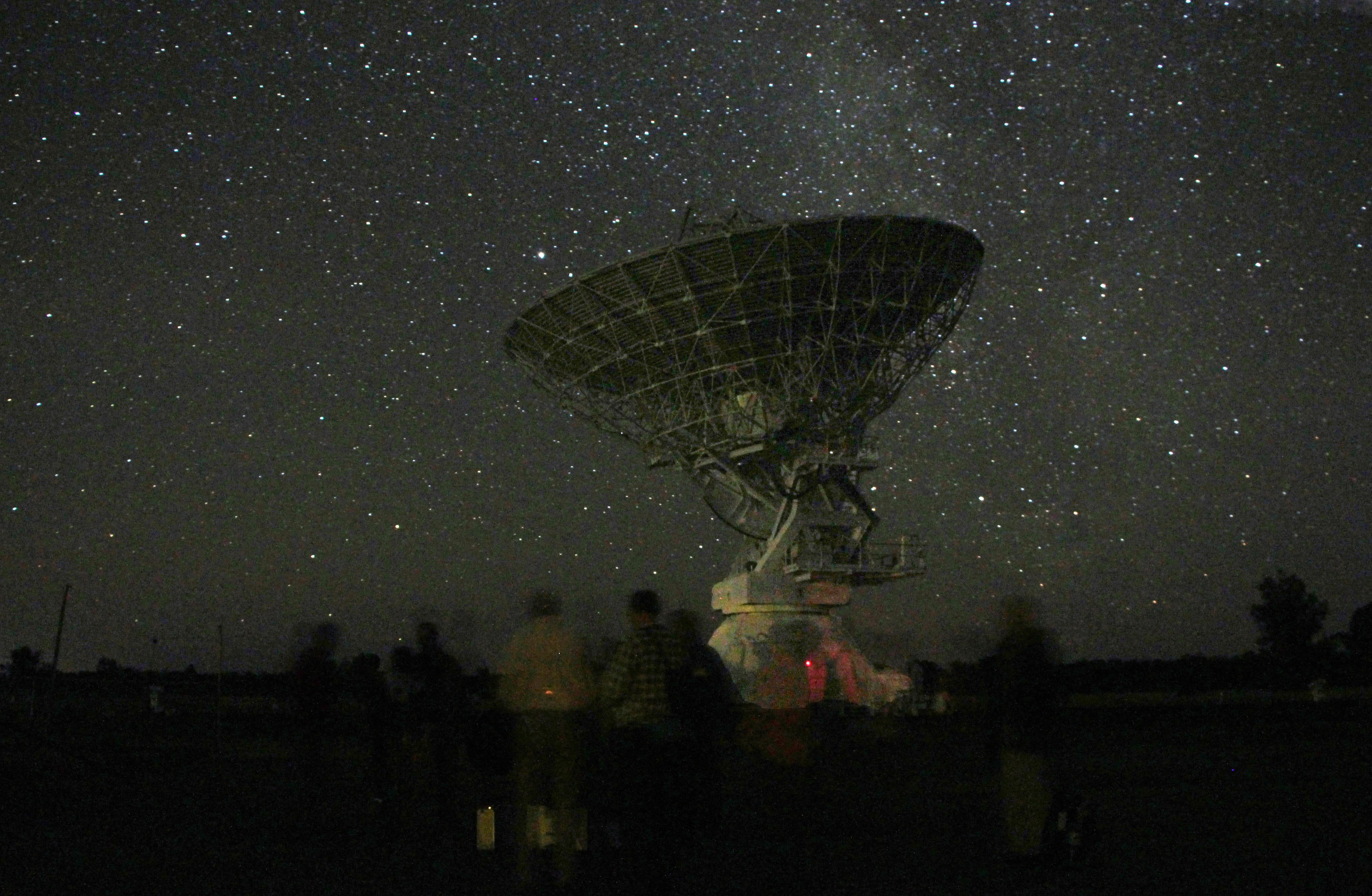
Радіотелескоп на фоні зоряного неба

## Ключові результати
Основні наукові досягнення Компактної решітки Австралійського телескопа включають:
- 1991 — перше зображення залишку радіонаднової під час її утворення (SNR 1987A у Великій Магеллановій Хмарі)
- 1992 — спостереження найдовших на сьогодні галактичних радіоструменів (галактика 0319-453).
- 1995 — перші тривимірні моделі радіаційних поясів Юпітера, що показують властивості його магнітного поля ближче до планети, ніж здатні виміряти космічні кораблі.
- 1996 — найдетальніші карти водню в Магелланових Хмарах.
- 1998 — перше свідчення того, що гамма-спалахи пов'язані з надновими.
- 2000 — спостережне підтвердження того, що радіопромені від гігантської радіогалактики B0114-476 могли вимкнутися, а потім перезапуститися.
- 2001 — спостережне підтвердження того, що Abell 3667, скупчення з приблизно 500 галактик, утворилося внаслідок злиття двох менших скупчень.
- 2001 — перша тривимірна Великої Магелланової Хмари (спільно з телескопом Паркса).
- 2002 — перше дослідження повного життєвого циклу струменів мікроквазара XTE J1550-564, зі спостереженням того, як струмені спалахують, сповільнюються та зникають (спільно з рентгенівським космічним телескопом Чандра).
- 2003 — доведення, що гамма-спалахи вивільняють подібну загальну енергію, тому, ймовірно, мають спільне походження.
- 2004 — перші спостереження того, як нейтронна зоря випромінює струмінь із релятивістською швидкістю, що поставило під сумнів ідею про те, що лише чорні діри можуть створити умови, необхідні для розгону струменів до таких екстремальних швидкостей.

## В культурі
- Дитячий та підлітковий телевізійний пригодницький серіал «Небесні странники»[en] був знятий на цьому радіотелескопі в 1993 році[3].